# Sommer-Deaflympics 2009
| XXI. Sommer-Deaflympics          | XXI. Sommer-Deaflympics  |
| -------------------------------- | ------------------------ |
| Logo der Sommer-Deaflympics 2009 |                          |
| Austragungsort                   | Taipeh, Taiwan           |
| Teilnehmende Nationen            | 77                       |
| Teilnehmende Athleten            | 2493                     |
| Wettbewerbe                      | 177 (20 Disziplinen)     |
| Eröffnung                        | 5. September 2009        |
| Schlussfeier                     | 15. September 2009       |
| Eröffnet durch                   | Präsident Ma Ying-jeou   |
| Hauptstadion                     | Taipei Municipal Stadium |

Die XXI. Sommer-Deaflympics vom 5. bis zum 15. September 2009 war die 21. Austragung der Deaflympics. Durchgeführt wurde sie in der taiwanischen Hauptstadt Taipeh.

## Bewerbungsprozess
Für die Austragung der 21. Sommer-Deaflympics bewarben sich Taipeh und Athen.
Der Gehörlosensportverband Taiwans, die Chinese Taipei Sport Association for the Deaf kandidierte sich anlässlich der Sommer-Deaflympics 2001 in Rom. Der Hoster der Olympischen Spiele 2004 und der Sommer-Paralympics 2004, Athen kandidierte ebenfalls.
Am 24. November 2002 besuchte der Präsident der International Committee of Sports for the Deaf (ICSD), John Lovett, Taipeh und besichtigte die in Frage gekommenen Stätten. Dazu arrangierte der Gehörlosensportverband Taiwans eine Begegnung mit dem Präsidenten der Republik China, Chen Shui-bian und des Vorsitzenden des Nationalen Olympischen Komitee, Huang Ta-chou.
Die Entscheidung über den Austragungsort fiel anlässlich des 38. ICSD-Kongresses, welcher am 28. Februar 2003 in Sundsvall, Schweden, stattfand. Taipeh setzte sich mit 52 Stimmen gegenüber 32 für Athen durch.
| Taipeh, Taiwan      | Zhonghua Aolinpike Weiyuanhui | 52 |
| Athen, Griechenland | Elliniki Olympiaki Epitropi   | 32 |

## Vorbereitung
Die Vorbereitungen für die Spiele begannen 2005. Für die Vorbereitung und die Durchführung wurden 4,6 Milliarden Taiwan-Dollar (ca. 125 Mio. Euro) budgetiert. Der größte Posten auf der Ausgabenseite war der Abriss und Neubau des Taipeh-Stadions. Finanziert wurden die Deaflympics durch die Stadt Taipeh und das taiwanesische Sportministerium (體育委員會). Das Taipeh-Stadion wurde am 15. Juni 2009 fertiggestellt und erhielt das Zertifikat Klasse 1 der IAAF. Im Stadion fanden neben der Eröffnungs- und der Schlussfeier die Leichtathletik- und Fußball-Wettbewerbe statt.
Als Botschafter wurde Jackie Chan ausgewählt, der in Gebärdensprache für die Deaflympics warb. Dieser musste aber sein Engagement beenden, nachdem er angeblich die taiwanesische Politik kritisierte.

### Volontäre
Aus 8000 Kandidaten wurden 3000 Volontäre für die Spiele ausgewählt. Neben solchen, die allgemeine Aufgaben übernahmen, wurden Volontäre ausgewählt, welche entweder Fremdsprachen beherrschten oder Gebärdensprachkenntnissen mitbrachten. Die Volontäre absolvierten ein 120-stündiges Training. In diesem Training wurden nicht nur allgemeine oder Kenntnisse, welche ihren Arbeitsbereich betrafen, beigebracht, es wurde auch Gebärdensprachunterricht gegeben.

### Deaflympics Arts Month
Im Monat vor der Durchführung, im August 2009, wurde der Taipei Deaflympics Arts Month lanciert. Während dieses Monats traten Artisten oder Teams aus solchen im Taipeh-Stadion auf, so unter anderem A-mei, Blue Man Group, Dynamic Yunnan oder Minghuayuan. Daneben wurden Ausstellungen durchgeführt, um der Bevölkerung einen Einblick in die Gehörlosenkultur zu geben.

## Symbolik
Das Logo basiert auf dem chinesischen Zeichen für Nord (chinesisch 北, Pinyin běi, W.-G. pei3) und weist auf den Austragungsort Taipeh (chinesisch 台北, Pinyin táiběi, W.-G. t'ai2-pei3) hin. Daneben wird ein Ohr als Symbol für die Deaflympics repräsentiert. Die Figur soll die Athleten darstellen. Als Farben dienen diejenigen der Nationalflagge der Republik China. Die Darstellung ist kalligrafisch und soll Dynamik illustrieren. Dazu dient auch das Symbol eines laufenden Menschen. Das Logo soll im Gesamten den Mut und den Einsatzwillen der Teilnehmer wie auch die Vitalität Taiwans repräsentieren.
Das Motto der Deaflympics war „Power in me!“, auf Chinesisch „無聲的力量“, was wörtlich „die Kraft der Stille“ bedeutet.
Als Maskottchen wurden ein männliches und ein weibliches Rhacophorus taipeianus, eine in Taiwan vorkommende Froschart, ausgewählt. Diese haben ihre Arme zu einer Willkommens-Pose ausgebreitet. Die Pose soll wie das Logo das chinesische Zeichen北 für Nord illustrieren. Die Maskottchen haben an ihrem Kopf ein Banyanblatt und eine Azaleenblume angeknüpft, welche für die taiwanesische Flora typisch sind. Für die Namensgebung der Maskottchen wurde ein Wettbewerb veranstaltet, gewählt wurden „Peace“ für das männliche und „Love“ für das weibliche Maskottchen.
Der offizielle Song der Deaflympics war „Dreams You Can Hear“ (chinesisch 聽得見的夢想) von A-mei.

## Disziplinen
Judo, Karate und Taekwondo wurden als neue Disziplinen zum ersten Mal ins offizielle Programm aufgenommen. Die Deaflympics wurden in 20 Disziplinen ausgetragen.

### Einzelsportarten
| - Badminton - Beachvolleyball - Bowling - Judo - Karate | - Leichtathletik - Orientierungslauf - Radsport - Ringen (Freistil) - Ringen (griechisch-römisch) | - Schießen - Schwimmen - Taekwondo - Tischtennis - Tennis |

### Mannschaftssportarten
- Basketball
- Fußball
- Handball
- Volleyball
- Wasserball

## Austragungsstätten
Die Spiele wurden an 22 Orten ausgetragen, die meisten befinden sich innerhalb Taipehs und Neu-Taipehs.
Einige Disziplinen wurden außerhalb der Stadt in den Landkreisen Taoyuan und Hsinchu durchgeführt. Schwimmen und Wasserball fanden im Schwimmplatz des Landkreises Hsinchu statt, Schießen im Gongxi-Schießplatz im Landkreis Taoyuan. Im Regenfall wurde im Tennis auf die Nationale Taiwanesische Universität für Sport, ebenfalls in Taoyuan, ausgewichen.
- Eröffnungs-/Schlussfeier: Taipei Municipal Stadium
- Leichtathletik: Taipeh-Stadion, Zhongzheng-Senior-Hochschule (Ersatzort), Yangming-Senior-Hochschule (Ersatzort)
  - Marathonlauf: Northern Coast Highway
- Badminton: Gymnasium Taipeh
- Basketball: Gymnasium Taipeh
- Beachvolleyball: Pacific Green Bay
- Bowling: Xinqiaofu-Bowlingcenter
- Fußball: Taipeh-Stadion (Final), Yingfeng-Riverside-Sportpark (Vorspiele)
- Handball: Chenggong-Senior-Hochschule
- Judo: Taiwanesisches Polizeikolleg
- Karate: Nangang-Sportzentrum
- Orientierungslauf: Nationalpark Yangmingshan
- Radsport: Northern Coast Highway (Straßenrennen), Rathausplatz Taipeh (Punkterennen, Zeitrennen)
- Ringen (Freistil): Universität für chinesische Kultur
- Ringen (griechisch-römisch): |Universität für chinesische Kultur
- Schießen: Gongxi-Schießplatz
- Schwimmen: Schwimmplatz (im Landkreis Hsinchu)
- Taekwondo: Nationale Taiwanesische Universität für Bildung
- Tennis: Rainbow-Riverside-Sportpark, Nationale Taiwanesische Universität für Sport (Ersatzort für Regen)
- Tischtennis: Taipeh-Arena
- Volleyball: Staatliche Universität Taiwan, im Xinzhuang-Stadion
- Wasserball: Schwimmplatz (im Landkreis Hsinchu)

## Teilnehmende nationale Verbände
77 nationale Verbände nahmen teil:
- Argentinien (46)
- Armenien (4)
- Australien (29)
- Aserbaidschan (3)
- Belgien (7)
- Bolivien (2)
- Brasilien (13)
- Bulgarien (15)
- Chile (1)
- Volksrepublik China (78)
- Dänemark (54)
- Deutschland (157)
- Kolumbien (17)
- Kroatien (27)
- Kuba (2)
- Estland (17)
- Fidschi (7)
- Finnland (18)
- Frankreich (48)
- Griechenland (49)
- Hongkong (41)
- Indien (24)
- Indonesien (7)
- Iran (52)
- Irland (41)
- Israel (20)
- Italien (63)
- Japan (154)
- Jemen (5)
- Kanada (19)
- Kasachstan (35)
- Kenia (14)
- Kirgisistan (7)
- Lettland (5)
- Litauen (43)
- Macau (2)
- Malaysia (4)
- Malta (3)
- Nordmazedonien (3)
- Mexiko (3)
- Mongolei (15)
- Neuseeland (5)
- Niederlande (13)
- Nigeria (11)
- Norwegen (7)
- Österreich (18)
- Pakistan (5)
- Peru (1)
- Philippinen (6)
- Polen (43)
- Portugal (15)
- Puerto Rico (2)
- Russland (220)
- Saudi-Arabien (11)
- Schweden (31)
- Schweiz (17)
- Serbien (13)
- Seychellen (2)
- Singapur (8)
- Slowakei (6)
- Slowenien (13)
- Spanien (34)
- Südafrika (38)
- Südkorea (65)
- Chinesisch Taipeh (136)
- Thailand (32)
- Tschechien (15)
- Türkei (81)
- Ukraine (147)
- Ungarn (21)
- Usbekistan (14)
- Venezuela (40)
- Vereinigte Arabische Emirate (9)
- Vereinigte Staaten (141)
- Vereinigtes Königreich (77)
- Belarus (37)
- Zypern (5)

## Eröffnungsfeier
Mit der künstlerischen Durchführung der Feier wurde der taiwanesische Dramatiker und Theaterregisseur Stan Lai beauftragt.
Das Team der Volksrepublik China blieb der Eröffnungsfeier fern, ohne eine offizielle Erklärung dafür abgegeben zu haben. Medien vermuteten vorschnell einen Zusammenhang mit einem kürzlich stattgefundenen Besuch des Dalai Lama in Taiwan oder auf Grund der Präsenz des Präsidenten der Republik China, Ma Ying-jeou anlässlich der Eröffnungsfeier. Der stellvertretende Teamleiter des chinesischen Teams begründete es nachträglich mit Problemen mit Flugtickets, weswegen sie es nicht mehr rechtzeitig zur Feier schafften. Einen ähnlichen Fall gab es im selben Jahr anlässlich der World Games 2009 in Kaohsiung. Dennoch nahmen 63 hörbehinderte Tänzer an einer Performance während der Feier teil.

## Schlussfeier
Das dominierende Element der Schlussfeier war ein groß aufgetragenes Bankett. Die Paraden, Feuerwerke oder die künstlerischen Darbietungen sollten eine Nebenrolle spielen. Nachdem er den Schlusssong gespielt hatte, sagte Aaron Kwok: „Die Deaflympics berührten unsere Herzen, Taipeh berührte die Welt.“
Die Spieler aus Festlandchina kündigten an, der Schlussfeier beizuwohnen, über zehn nahmen daran teil.
Am Ende wurde die Flagge an Athen übergeben. Athen war als Austragungsort für die Deaflympics 2013 gewählt, musste aber in der Zwischenzeit aus finanziellen Gründen zurückziehen: die öffentliche Hand war nicht mehr bereit, die Durchführung mitzufinanzieren. Die Präsidentin der ICSD, Donalda Ammons, schloss mit den Gebärden „Es waren die besten Spiele aller Zeiten“.

## Medaillenspiegel
| Platz  | Land                         | Gold | Silber | Bronze | Gesamt |
| ------ | ---------------------------- | ---- | ------ | ------ | ------ |
| 01     | Russland (RUS)               | 29   | 41     | 28     | 98     |
| 02     | Ukraine (UKR)                | 20   | 22     | 25     | 67     |
| 03     | Südkorea (KOR)               | 14   | 13     | 7      | 34     |
| 04     | Volksrepublik China (CHN)    | 12   | 9      | 17     | 38     |
| 05     | Chinesisch Taipeh (TPE)      | 11   | 11     | 11     | 33     |
| 06     | Belarus (BLR)                | 10   | 6      | 7      | 23     |
| 07     | Vereinigte Staaten (USA)     | 10   | 5      | 7      | 22     |
| 08     | Südafrika (RSA)              | 8    | 2      | 2      | 12     |
| 09     | Japan (JPN)                  | 5    | 6      | 9      | 20     |
| 10     | Schweden (SWE)               | 5    | 2      | 3      | 10     |
| 11     | Türkei (TUR)                 | 4    | 6      | 7      | 17     |
| 12     | Italien (ITA)                | 4    | 5      | 5      | 14     |
| 13     | Frankreich (FRA)             | 4    | 2      | 6      | 12     |
| 14     | Estland (EST)                | 4    | 2      | 2      | 8      |
| 15     | Kenia (KEN)                  | 4    | 2      | 1      | 7      |
| 16     | Deutschland (GER)            | 3    | 8      | 12     | 23     |
| 17     | Iran (IRI)                   | 3    | 5      | 5      | 13     |
| 18     | Australien (AUS)             | 3    | 2      | 1      | 6      |
| 19     | Venezuela (VEN)              | 3    | 1      | 2      | 6      |
| 20     | Litauen (LTU)                | 2    | 4      | 7      | 13     |
| 21     | Lettland (LAT)               | 2    | 3      | —      | 5      |
| 22     | Ungarn (HUN)                 | 2    | —      | 3      | 5      |
| 23     | Kuba (CUB)                   | 2    | —      | 2      | 4      |
| 23     | Portugal (POR)               | 2    | —      | 2      | 4      |
| 25     | Norwegen (NOR)               | 2    | —      | —      | 2      |
| 26     | Vereinigtes Königreich (GBR) | 1    | 4      | 5      | 10     |
| 27     | Polen (POL)                  | 1    | 2      | 1      | 4      |
| 28     | Bulgarien (BUL)              | 1    | 1      | 3      | 5      |
| 29     | Mongolei (MGL)               | 1    | —      | 2      | 3      |
| 29     | Schweiz (SUI)                | 1    | —      | 2      | 3      |
| 31     | Neuseeland (NZL)             | 1    | —      | 1      | 2      |
| 31     | Puerto Rico (PUR)            | 1    | —      | 1      | 2      |
| 33     | Kroatien (CRO)               | 1    | —      | —      | 1      |
| 33     | Finnland (FIN)               | 1    | —      | —      | 1      |
| 33     | Niederlande (NED)            | 1    | —      | —      | 1      |
| 36     | Griechenland (GRE)           | —    | 2      | 3      | 5      |
| 37     | Kanada (CAN)                 | —    | 2      | —      | 2      |
| 37     | Nigeria (NGR)                | —    | 2      | —      | 2      |
| 39     | Irland (IRL)                 | —    | 1      | 1      | 2      |
| 39     | Malaysia (MAS)               | —    | 1      | 1      | 2      |
| 39     | Serbien (SRB)                | —    | 1      | 1      | 2      |
| 42     | Tschechien (CZE)             | —    | 1      | —      | 1      |
| 42     | Slowakei (SVK)               | —    | 1      | —      | 1      |
| 42     | Spanien (ESP)                | —    | 1      | —      | 1      |
| 45     | Argentinien (ARG)            | —    | —      | 2      | 2      |
| 45     | Österreich (AUT)             | —    | —      | 2      | 2      |
| 47     | Brasilien (BRA)              | —    | —      | 1      | 1      |
| 47     | Dänemark (DEN)               | —    | —      | 1      | 1      |
| 47     | Hongkong (HKG)               | —    | —      | 1      | 1      |
| 47     | Indien (IND)                 | —    | —      | 1      | 1      |
| 47     | Kasachstan (KAZ)             | —    | —      | 1      | 1      |
| 47     | Kirgisistan (KGZ)            | —    | —      | 1      | 1      |
| 47     | Mexiko (MEX)                 | —    | —      | 1      | 1      |
| 47     | Saudi-Arabien (KSA)          | —    | —      | 1      | 1      |
| 47     | Usbekistan (UZB)             | —    | —      | 1      | 1      |
| Gesamt | Gesamt                       | 178  | 176    | 205    | 559    |

## Termine
Blaue Flächen repräsentieren Qualifikationswettkämpfe, gelbe Flächen Finalentscheidungen, die Zahl gibt die Anzahl der Finalentscheidungen in dieser Sportart an diesem Tag an.
| Qualifikationswettkämpfe | Qualifikationswettkämpfe | Qualifikationswettkämpfe | Qualifikationswettkämpfe | Qualifikationswettkämpfe | Qualifikationswettkämpfe | Qualifikationswettkämpfe | Finalentscheidungen | Finalentscheidungen | Finalentscheidungen | Finalentscheidungen | Finalentscheidungen | Finalentscheidungen | Finalentscheidungen |
| September 2009           | 4.                       | 5.                       | 6.                       | 7.                       | 8.                       | 9.                       | 10.                 | 11.                 | 12.                 | 13.                 | 14.                 | 15.                 | Gold- Kämpfe        |
| Eröffnungsfeier          |                          | ●                        |                          |                          |                          |                          |                     |                     |                     |                     |                     |                     |                     |
| Schlussfeier             |                          |                          |                          |                          |                          |                          |                     |                     |                     |                     |                     | ●                   |                     |
| Leichtathletik           |                          |                          |                          | 2                        | 9                        | 7                        |                     | 5                   | 9                   | 9                   | 2                   |                     | 42                  |
| Badminton                |                          |                          |                          |                          | 1                        |                          |                     |                     |                     |                     | 5                   |                     | 6                   |
| Basketball               |                          |                          |                          |                          |                          |                          |                     |                     |                     |                     | 2                   |                     | 2                   |
| Beachvolleyball          |                          |                          |                          |                          |                          |                          |                     |                     |                     |                     | 2                   |                     | 2                   |
| Bowling                  |                          |                          |                          |                          | 2                        | 2                        |                     | 4                   |                     |                     | 2                   |                     | 10                  |
| Radsport                 |                          |                          | 1                        |                          | 2                        |                          | 2                   |                     | 1                   |                     |                     |                     | 6                   |
| Fußball                  |                          |                          |                          |                          |                          |                          |                     |                     |                     |                     | 1                   | 1                   | 2                   |
| Handball                 |                          |                          |                          |                          |                          |                          |                     |                     | 1                   |                     |                     |                     | 1                   |
| Judo                     |                          |                          |                          |                          | 4                        | 4                        | 4                   |                     |                     |                     |                     |                     | 12                  |
| Karate                   |                          |                          |                          | 2                        | 3                        |                          |                     |                     |                     |                     |                     |                     | 5                   |
| Orientierungslauf        |                          |                          |                          |                          | 2                        | 2                        |                     | 2                   |                     | 2                   |                     |                     | 8                   |
| Schießen                 |                          |                          | 1                        | 1                        | 1                        | 1                        | 1                   | 2                   | 1                   | 1                   | 1                   |                     | 10                  |
| Schwimmen                |                          |                          |                          | 6                        | 6                        | 7                        |                     | 7                   | 5                   | 7                   |                     |                     | 38                  |
| Tischtennis              |                          |                          |                          |                          |                          | 2                        |                     | 1                   | 2                   |                     | 2                   |                     | 7                   |
| Taekwondo                |                          |                          | 2                        | 2                        | 2                        | 1                        |                     |                     |                     |                     |                     |                     | 7                   |
| Tennis                   |                          |                          |                          |                          |                          |                          |                     | 1                   | 2                   | 2                   |                     |                     | 5                   |
| Volleyball               |                          |                          |                          |                          |                          |                          |                     |                     |                     | 2                   |                     |                     | 2                   |
| Wasserball               |                          |                          |                          |                          |                          |                          |                     |                     |                     | 1                   |                     |                     | 1                   |
| Ringen                   |                          |                          |                          | 4                        | 3                        |                          | 4                   | 3                   |                     |                     |                     |                     | 14                  |
| Gesamt                   |                          |                          |                          |                          |                          |                          |                     |                     |                     |                     |                     |                     | 182                 |